# .bh
Pour les articles homonymes, voir BH.

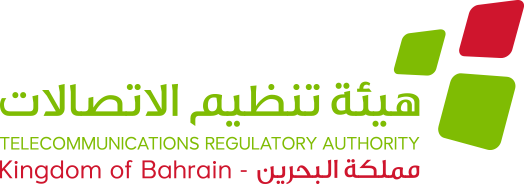

.bh est le domaine de premier niveau national (country code top level domain : ccTLD) réservé à Bahreïn.